# Eparchia magnitogorska
Eparchia magnitogorska – jedna z eparchii Rosyjskiego Kościoła Prawosławnego, z siedzibą w Magnitogorsku. Wchodzi w skład metropolii czelabińskiej. Jej pierwszym ordynariuszem (od października 2012) był biskup magnitogorski i wierchnieuralski Innocenty (Wasiecki); funkcję tę pełnił do 30 sierpnia 2019 r.. Obecnym (od 26 grudnia 2019 r.) zwierzchnikiem administratury jest biskup Zosima (Balin).
Eparchia powstała na mocy decyzji Świętego Synodu Rosyjskiego Kościoła Prawosławnego z 26 lipca 2012, wydzielającej z eparchii czelabińskiej i złatoustowskiej dwie nowe: troicką oraz magnitogorską.
W skład eparchii wchodzi 6 dekanatów: pierwszy, drugi, agapowski, briediński, kartaliński i nagajbakski. Na terenie eparchii działa też żeński monaster Świętych Symeona i Anny w Kyzylskim.